# Свободова, Габриэла
Габриэла Соукалова (урождённая Секаёва, разведённая Свободова; чеш. Gabriela Soukalová; 27 февраля 1953 года, Кремница) — чехословацкая лыжница, призёрка Олимпийских игр, чемпионата мира и этапа Кубка мира.
Мать чешской биатлонистки Габриэлы Коукаловой.

## Карьера
В Кубке мира Свободова дебютировала в 1982 году, в том же году единственный раз в карьере попала в тройку лучших на этапе Кубка мира. Кроме этого имеет на своём счету одно попадание в десятку лучших на этапах Кубка мира. Лучшим достижением Свободовой в общем итоговом зачёте Кубка мира является 13-е место в сезоне 1981/82.
На Олимпийских играх 1976 года в Инсбруке заняла 13-е место в гонке на 5 км, 19-е место в гонке на 10 км и 6-е место в эстафете.
На Олимпийских играх 1980 года в Лейк-Плэсиде стала 4-й в эстафете, 20-й в гонке на 5 км и 19-й в гонке на 10 км.
На Олимпийских играх 1984 года в Сараево завоевала серебро в эстафетной гонке, кроме того заняла 15-е место в гонке на 5 км коньком и 14-е место в гонке на 10 км классикой.
На чемпионате мира-1974 в Фалуне завоевала бронзу в эстафете.